# 上阿斯拉克
上阿斯拉克（法語：Oberhaslach，发音：[obəʁ.aslak] 或 [obəʁ.aslax]），或纯音译做奥伯阿斯拉克，是法国下莱茵省的一个市镇，属于莫尔赛姆区和米齐格县（Mutzig）。该市镇总面积25.22平方公里，2009年时的人口为1778人。

## 地名
该地名Oberhaslach来源于德语，前缀“Ober-”在德语中意为“上”，且该地与下阿斯拉克（Niederhaslach，前缀“Nieder-”在德语中意为“下”；此地或纯音译作“尼德阿斯拉克”）相连。

## 人口
上阿拉克人口变化图示